# Noord-Atjeh
Noord-Atjeh (Indonesisch: Aceh Utara) is een regentschap in de provincie Atjeh op Sumatra, Indonesië. Het regentschap heeft 593.492 inwoners (census van 2016) en heeft een oppervlakte van 3.236,86 km². De hoofdstad van Noord-Atjeh is sinds 2001 Lhoksukon.
In 2001 werd de voormalige hoofdstad van het regentschap Lhokseumawe (met bijna 189.000 inwoners) van het regentschap gescheiden en werd het de vijfde stad in de provincie die geen onderdeel meer uitmaakt van een regentschap.
Het regentschap is onderverdeeld in 27 onderdistricten (kecamatan):
1. Baktiya
2. Banda Baro
3. Cot Girek
4. Dewantara
5. Geureudong Pase
6. Kuta Makmur
7. Langkahan
8. Lapang
9. Lhoksukon
10. Matangkuli
11. Meurah Mulia
12. Muara Batu
13. Nibong
14. Nisam
15. Nisam Antara
16. Paya Bakong
17. Pirak Timu
18. Samudera
19. Sawang
20. Seunudon
21. Simpang Keramat
22. Syamtalira Aron
23. Syamtalira Bayu
24. Tanah Jambo Aye
25. Tanah Luas
26. Tanah Pasir
27. West Baktiya (Baktiya Barat)

## Referentielijst
1. ↑  593,492
2. ↑  Badan Pusat Statistik Kabupaten Aceh Utara. acehutarakab.bps.go.id. Gearchiveerd op 29 oktober 2019. Geraadpleegd op 18 mei 2020.

Stadsgemeenten: Banda Atjeh · Langsa · Lhokseumawe · Sabang · Subulussalam

Regentschappen: West-Atjeh · Zuidwest-Atjeh · Aceh Besar · Aceh Jaya · Zuid-Atjeh · Aceh Singkil · Aceh Tamiang · Aceh Tengah · Aceh Tenggara · Aceh Timur · Noord-Atjeh · Bener Meriah · Bireuen · Gayo Lues · Nayan Raya · Pidie · Pidie Jaya · Simeulue
Baktiya ·  Banda Baro · Cot Girek · Dewantara · Geureudong Pase · Kuta Makmur · Langkahan · Lapang ·  Lhoksukon · Matangkuli · Meurah Mulia · Muara Batu · Nibong · Nisam · Nisam Antara · Paya Bakong · Pirak Timu · Samudera · Sawang · Seunudon · Simpang Keramat · Syamtalira Aron · Syamtalira Bayu · Tanah Jambo Aye · Tanah Luas · Tanah Pasir · West Baktiya (Baktiya Barat)
- Library of Congress Control Number: n78098674
- Nationale Bibliotheek van Israël: 987007552543005171
- Virtual International Authority File: 127824403
- WorldCat: E39PBJwxKf9t3WXjxxcKPBQ6rq